# Josef Veverka (fotbalista)
Josef Veverka (* 24. června 1948) je bývalý český fotbalový útočník.

## Hráčská kariéra
V československé lize hrál za VCHZ Pardubice, vstřelil čtyři prvoligové branky. Debutoval v neděli 11. srpna 1968 v Pardubicích proti Lokomotívě Košice (výhra 4:0). Naposled nastoupil v sobotu 14. června 1969 v domácím zápase proti bratislavskému Slovanu (nerozhodně 0:0).

### Prvoligová bilance
| Ročník             | Zápasy | Góly | Minuty | Klub              |
| ------------------ | ------ | ---- | ------ | ----------------- |
| I. liga 1968/69    | 21     | 4    | 1 813  | TJ VCHZ Pardubice |
| CELKEM I. ČS. LIGA | 21     | 4    | 1 813  |                   |